# Атомолёт

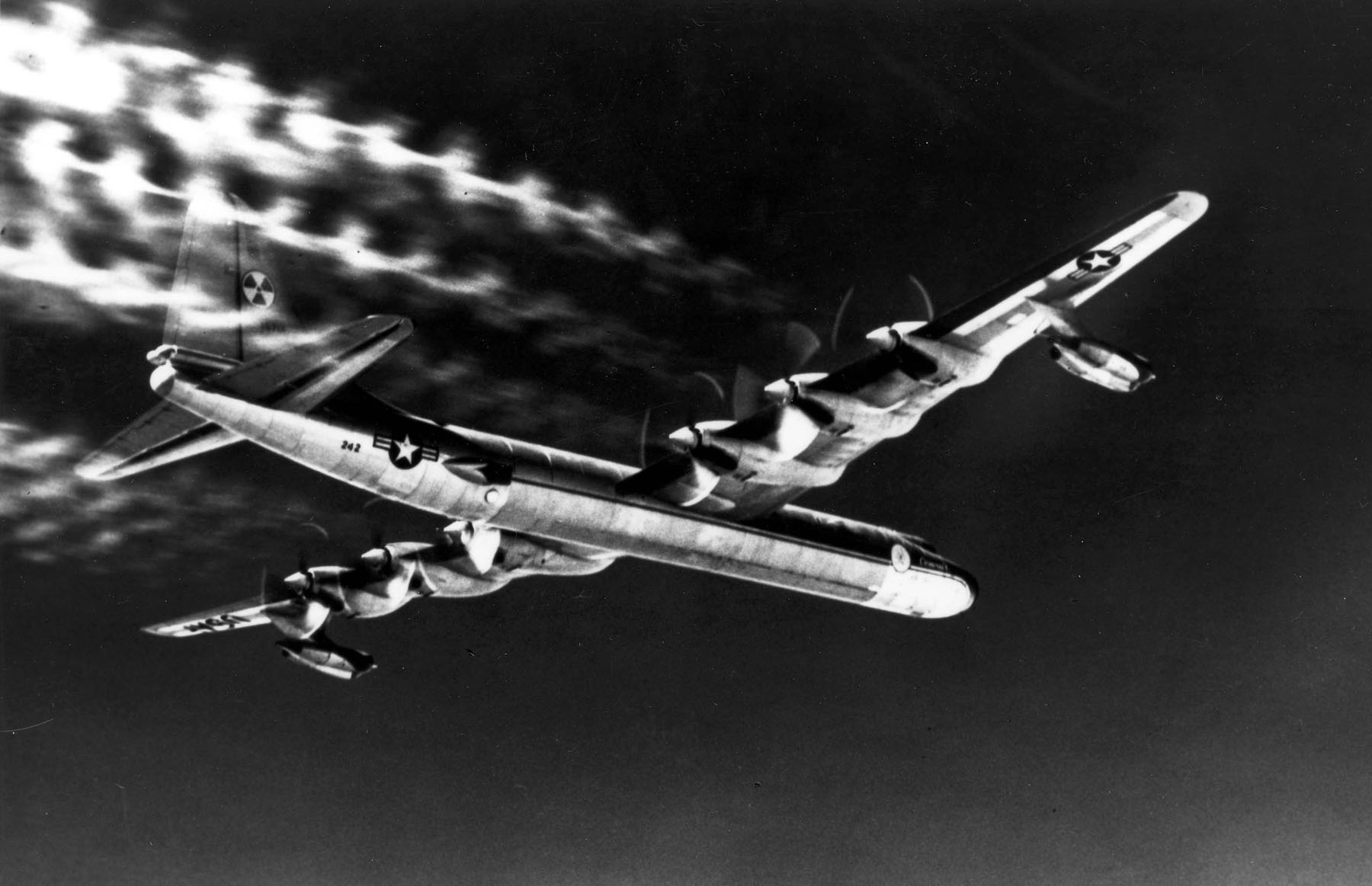
Convair NB-36H — самолёт-лаборатория для испытания атомных реакторов в полёте, США

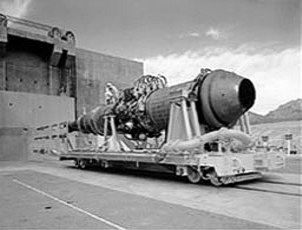
Ядерный ПВРД Tory-IIC, США. О размерах можно судить по фигуре человека, находящегося сверху

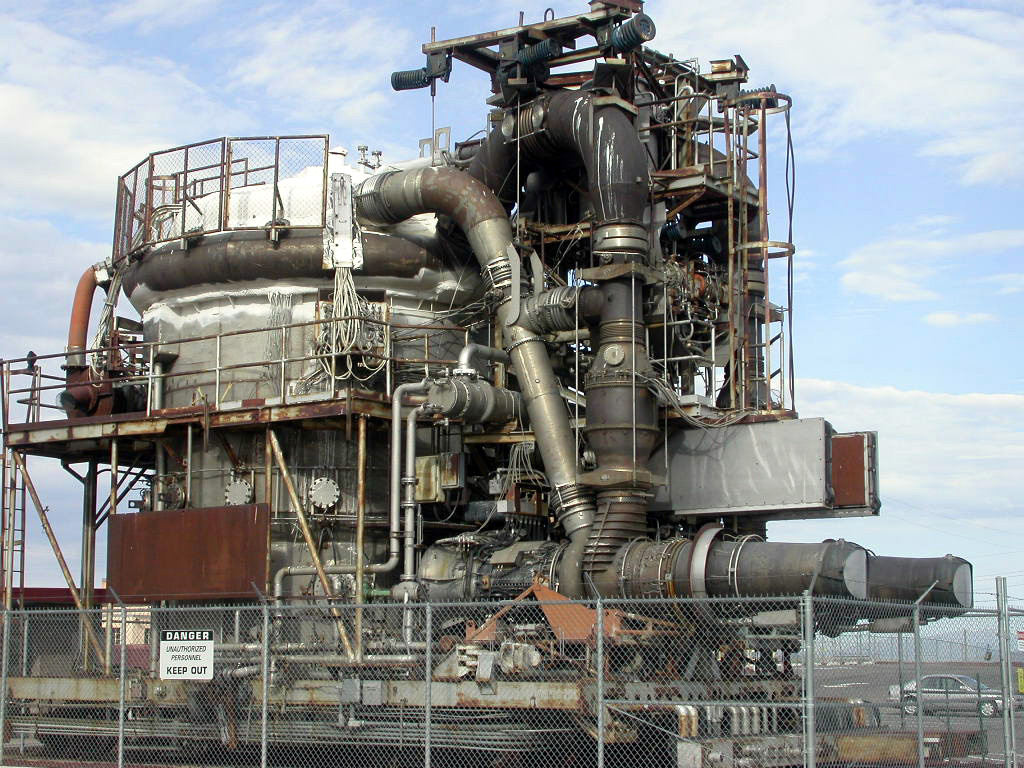
Один из прототипов реактора в Национальной лаборатории Айдахо

Атомолёт — атмосферное летательное устройство (самолёт) с ядерной силовой установкой. Разработки данного класса летательных аппаратов велись в США и СССР в середине XX века, однако завершены не были, так как были найдены более эффективные способы беспосадочных межконтинентальных полётов.

## История создания
В процессе разработки должны были быть решены следующие инженерно-конструкторские задачи:
- создание компактного и лёгкого ядерного реактора;
- создание лёгкой биологической защиты экипажа;
- создание «чистого» реактивного двигателя на атомной тяге;
- обеспечение безопасности атомолёта в полёте.

В СССР
Прорабатывались варианты сверхзвуковых стратегических бомбардировщиков на основе машин от КБ Мясищева — М-60 и М-30. Проекты были закрыты в конце 1960 г.
Проектировался сверхдальний дозвуковой барражирующий бомбардировщик на базе Ту-95. Для проверки его возможностей была создана летающая лаборатория — Ту-95ЛАЛ; серийный Ту-95 был переоборудован к 1961 году и с мая по август выполнил 34 полёта (полёты выполнялись как с «горячим», так и с холодным реактором). В основном, проверялась биологическая защита кабины экипажа. По результатам испытаний было решено продолжать работы по данной теме. Начались работы по проектированию экспериментальной машины «119». На Ту-119 предполагалось установить два внутренних ТВД с теплообменниками типа НК-14А и два внешних — штатные НК-12М. К началу 70-х годов планировалось начать лётные испытания самолёта. Следующим этапом планировалось создать полноценный боевой самолёт противолодочной обороны с ЯСУ — четырьмя НК-14А. Предполагалась большая длительность полёта, ограниченная только возможностями экипажа. В начале 1960-х годов все работы по проекту были прекращены.
Ан-22ПЛО — сверхдальний маловысотный самолёт противолодочной обороны с ядерной силовой установкой. Разрабатывался согласно постановлению ЦК КПСС и СМ СССР от 26/10/1965 в ОКБ Антонова на базе Ан-22. Его силовая установка включала разработанный под руководством А. П. Александрова малогабаритный реактор с биозащитой, распределительный узел, систему трубопроводов и специальные ТВД конструкции H. Д. Кузнецова. Hа взлёте и посадке использовалось обычное топливо, а в полёте работу СУ обеспечивал реактор. Расчётную продолжительность полёта определили в 50 ч., а дальность полёта — 27 500 км.
В 1970 г. Ан-22 № 01-06 был оборудован, для исследований, точечным источником нейтронного излучения мощностью 3 кВт и многослойной защитной перегородкой. Позже, в августе 1972 г., на самолёте № 01-07 установили небольшой атомный реактор в свинцовой оболочке.

### Лётные испытания
В СССР и США проводились лётные испытания самолётов с размещённым на борту ядерным реактором, который не был подключён к двигателям: Ту-95 (Ту-95ЛАЛ) и B-36 (NB-36) соответственно. Лётные испытания предварялись серией наземных испытаний, в ходе которых изучалось влияние радиоактивного излучения на бортовое оборудование.
В СССР работу проводили совместно Лётно-исследовательский институт (ЛИИ) и Институт атомной энергии. На Ту-95ЛАЛ была проведена серия лётных испытаний с работающим реактором, в ходе которых изучалось управление реактором в полёте и эффективность биологической защиты. В дальнейшем предполагалось создание двигателей, работающих от ЯСУ, однако, по причине остановки программы, такие двигатели не были созданы.. 
Программы разработки атомолётов в США и СССР были закрыты в середине 1960-х годов. Развитие получили более дешёвые технологии: дозаправка в воздухе лишила этот проект преимущества неограниченного полёта, а баллистические ракеты большой дальности и высокой точности практически обессмыслили идею большого бомбардировщика.
Уже в 2003 году военно-исследовательская лаборатория ВВС США профинансировала разработку атомного двигателя для беспилотного самолёта-разведчика Global Hawk с целью увеличить продолжительность полёта до нескольких месяцев

## Недостатки
Доктор Герберт Йорк (англ. Herbert York), директор Defense Research (Rtd), один из руководителей программы атомолётов в США:

Практически, я бы свёл всё к трём моментам, тесно связанным друг с другом:
Во-первых, самолёты иногда, бывает, падают. И сама по себе мысль о том, что где-то летает ядерный реактор, который вдруг может упасть, была неприемлемой.
Во-вторых, все эти прямоточные системы, прямоточные реакторы, непосредственная передача тепла, неизбежно приводили бы к выбросам радиоактивных частиц из хвоста самолёта.
И в-третьих — это сами лётчики. Вопрос их защиты стоял очень серьёзно.